# Sontaya Keawbundit
Sontaya Keawbundit (ur. 2 września 1991 r. w Bangkoku w Tajlandii). Siatkarka gra na pozycji przyjmującej. 
Obecnie występuje w drużynie RBAC.